# ST-1
O ST-1 foi um satélite de comunicação geoestacionário que foi construído pela EADS Astrium. Ele esteve localizado na posição orbital de 142 graus de longitude leste e era operado em conjunto pela SingTel de Cingapura e pela Chunghwa Telecom, de Taiwan. O satélite foi baseado na plataforma Eurostar-2000+ e sua vida útil estimada era de 12 anos.

## História
O satélite era operado por duas empresas, uma de Cingapura e outra de Taiwan. As duas empresas operaram o satélite em conjunto nos centros de controle localizados em Seletar, Cingapura e Taipei, Taiwan, respectivamente.
A SingTel e a Chunghwa Telecom iniciaram as conversações para o lançamento de um futuro satélite para substituir o ST-1, que inicialmente estava planejado para ser lançado no ano de 2010, mas o satélite substituto, o ST-2, só foi lançado em 2011.

## Lançamento
O satélite foi lançado ao espaço no dia 25 de agosto de 1998, abordo de um foguete Ariane 44P a partir do Centro Espacial de Kourou, na Guiana Francesa. Ele tinha uma massa de lançamento de 3.255 kg.

## Capacidade e cobertura
O ST-1 era equipado com 16 transponders em banda Ku de alta potência e 14 em banda C de potência média, cobrindo o Sudeste Asiático, Oriente Médio, Subcontinente indiano, Ásia Oriental e o Japão. O ST-1 gera mais de 6.500 Watts de energia elétrica.